# Dialectologia
La dialectologia és un camp de la lingüística que té com a objectiu estudiar les variacions de la llengua, fonamentades sobretot en la localització geogràfica (i que sovint no pren en compte les variacions degudes a factors socials, que formen allò que s'anomena un sociolecte, generacionals, que formen un cronolecte, o les variacions en el temps, que s'estudien en lingüística històrica) i els trets que s'hi associen. Així, es divideix la llengua en conjunts més xicotets, anomenats dialectes, a partir de convergències de certs trets característics, els quals es poden dividir després en subdialectes i, finalment, s'arriba a la darrera unitat geogràfica, que seria el parlar. Per a establir aquestes divisions es fan servir tradicionalment unes línies divisòries anomenades isoglosses i, quan aquestes arriben a formar un feix prou important, es considera que en aquella zona es passa d'una varietat a l'altra de la mateixa llengua.
A l'àmbit dels Països Catalans, el lingüista mallorquí Joan Veny i Clar és un dels dialectòlegs més prestigiosos i valuosos, sobretot arran de la publicació del seu llibre Els parlars catalans. Als Estats Units, convé esmentar William Labov, un dels estudiosos més destacats en aquest àmbit.

## Història
Es considera que els estudis dialectals van començar cap a finals del segle xix. Aquesta idea d'estudi dialectal s'atribueix a Georg Wenker, que va enviar el 1876 uns qüestionaris per correu a una gran part del nord d'Alemanya. Tanmateix la preocupació per la varietat lingüística (o dialectal) ja s'havia plasmat anteriorment amb enquestes a l'estat francès (com per exemple l'enquesta Coquebert de Montbret). Els qüestionaris contenien un llistat de frases escrites en alemany estàndard i s'havien de transcriure a la varietat local. A partir d'aquell moment, es va fer una enquesta semblant a l'estat francès l'enquesta Sacaze i va estimular els estudis dialectals de pertot. Al segle següent, els estudis dialectals es revolucionarien amb la creació dels atles lingüístics, dels quals va ser el precursor l'Atlas Linguistique de la France d'Edmond Edmont i Jules Gilliéron. A l'àmbit català fou Antoni Griera, alumne de Gilliéron, qui va realitzar el primer atles lingüístic a la península Ibèrica: l'Atlas Lingüístic de Catalunya. Després han seguit moltíssims altres atles d'abast sovint més reduït (com l'Atlas Linguistique du Massif Central per l'occità, l'Atles Lingüístic de la Comunitat Valenciana pel català meridional, l'Atlante Linguistico del Piemonte Occidentale per l'occità, el piemontès i el francoprovençal etc.)
Convé esmentar als Estats Units el Linguistic Atlas of the United States (als anys 1930) que va ser entre els primers estudis dialectals que van prendre en compte els factors socials. Actualment la dialectologia està reapareixent tímidament (sovint va ser desplaçada per la sociolingüística precisament per l'anàlisi -i èmfasi- dels factors socials) en alguns àmbits, com per exemple a l'estat francès o a l'estat italià on es van publicant-se moltes obres de qualitat molt variable per a estudiar les varietats locals que estan a punt de desaparèixer, després de decennis de decadència.
Entre les evolucions recents de la dialectologia, s'ha d'esmentar la dialectometria que representa un intent de representar la variació dialectal a partir de dades matemàtiques i no com abans a partir d'isoglosses.